# Theodorus Martinus Maria van Grieken
Theodorus Martinus Maria van Grieken (Leiden, 23 februari 1842 – Groningen, 3 juli 1914) was een Nederlands architect en lithograaf.
Hij was een zoon van Leonardus Bernardus van Grieken en Adriana Houssart. Hij wordt van 1874 tot 1876 vermeld als bouwkundige in Groningen en van 1879 tot 1907 als lithograaf, eveneens in Groningen. Hij was getrouwd met Elisabeth Engelina Maria Schmier.
- Gemeinsame Normdatei: 1162518499
- International Standard Name Identifier: 0000 0003 8879 5209
- Nederlandse Thesaurus van Auteursnamen: 075058510
- Virtual International Authority File: 282070081
- WorldCat: E39PBJtcBPFH9FRRmyjyqdtFrq